# Söder, Gävle
Söder är en stadsdel i Gävle som ligger söder om Gävles centrum och Gavleån. Längs med Södra Kungsgatan som går igenom stadsdelen och runt Södermalmstorg finns en rad olika affärer, restauranger, krogar och pubar.
Före 2022, inför varje jul, sedan 1966, brukade en julbock uppföras på Slottstorget; sedan 2022 uppförs istället bocken strax norr om Rådhustorget. Ett stenkast västerut från Slottstorget befinner sig Gävle slott som är ett fängelsemuseum nu för tiden och hantverkeri.
Här finns även Gävles största gymnasieskola Polhemsskolan.
och internationella engelska skolan i Gävle (åk 4-6)
Louis Campanello ansvarade i rollen som fastighetschef i Gävle stad för förnyelsen av stadsdelen.